# Deutzia bungoensis
Deutzia bungoensis là một loài thực vật có hoa trong họ Tú cầu. Loài này được Hatus. mô tả khoa học đầu tiên năm 1954.